# حقیقت بر من روشن می‌شود
«حقیقت بر من روشن می‌شود» (به انگلیسی: I See the Light) ترانه‌ای از هنرمندان اهل ایالات متحده آمریکا ؛مندی مور و زکری لوی است. این ترانه در آلبوم گیسوکمند قرار داشت.